# Arnulf Øverland
Pour les articles homonymes, voir Øverland et Overland.
Ole Peter Arnulf Øverland, né à Kristiansund le 27 avril 1889 et mort à Oslo le 25 mars 1968, est un poète norvégien. Il a aussi écrit des essais et des pamphlets.

## Biographie
Arnulf Øverland est né à Kristiansund et a grandi dans la pauvreté à Bergen. Son père est mort quand il était très jeune. Lorsque Arnulf avait douze ans, la famille déménage à Christiania. En 1911, une tuberculose est diagnostiquée et il est admis au sanatorium Gjøse Gaarden à Kongsvinger. La même année, il fait ses débuts en tant qu'écrivain avec son recueil de poésies Le Parti seul. Il était au cœur de l'environnement de poète norvégien dans la période entre les deux guerres, en particulier dans le cercle de la revue communiste Mot Dag.
Il préside l'Association des écrivains de Norvège de 1923 à 1928. Il adhère au communisme au début des années 1920 avant de s'en écarter en 1937 par opposition pour le stalinisme. Athée convaincu, il est jugé pour blasphème en 1933 pour avoir tenu un discours anti-chrétien mais il est acquitté. Farouche opposant du nazisme, il entre dans la Résistance norvégienne et écrit des poèmes de guerre exaltant le combat et la résistance qui sont distribués clandestinement. Il est arrêté en 1941 et envoyé à Grini avant d'être transféré à Sachsenhausen.
Après la guerre, il s'oppose à la réforme du langage norvégien. Il reçoit le prix Dobloug en 1951. Il a été président de Riksmålsforbundet de 1947 à 1956 et de la Société des Auteurs de 1952 à 1953. Arnulf Øverland était partisan d'une poésie traditionaliste et a critiqué la poésie moderne à plusieurs reprises.
Il est enterré au cimetière de Notre-Sauveur (Oslo).

## Œuvres principales
- La Fête solitaire  (Den ensomme fest, 1911)
- Pain et Vin (Brød og vin, 1919)
- La Montagne bleue (Berget det blå, 1927)
- Catéchisme (Hustavler, 1929)
- Je te conjure (Jeg besværger dig, 1934)
- Front rouge (Den røde front, 1937)
- Nous survivrons à tout (Vi overlever alt, 1945)
- Retour à la vie (Tilbake til livet , 1946)
- L'Épée derrière la porte (Sverdet bak døren, 1956)